# Tuligłowy (obwód lwowski)
Tuligłowy (ukr. Тулиголове, Tułyhołowe) – wieś na Ukrainie, w obwodzie lwowskim, w rejonie lwowskim (wcześniej w rejonie gródeckim), do 1945 w Polsce, w województwie lwowskim, w powiecie rudeckim, w gminie Komarno. Pod okupacją niemiecką w Polsce siedziba wiejskiej gminy Tuligłowy.
Tuligłowy leżą 14 km od Rudek i 5 km od Komarna.

## Historia
Wieś została założona w 1524 i była zamieszkana przez Polaków. Słownik geograficzny Królestwa Polskiego podaje, że w 1800 ludność Tuligłów stanowili Polacy (1907 os.), Niemcy (7 os.) i Rusini (1 os.).
W 1772, w wyniku I rozbioru Polski wieś znalazła się pod władzą Austrii i do 1918 wchodziła w skład autonomicznego Królestwa Galicji i Lodomerii.
W latach 1917–1919 znalazła się na terenie podległym Zachodnioukraińskiej Republiki Ludowej.
Po odzyskaniu przez Polskę niepodległości Tuligłowy od 1918 (do 1945) administracyjnie należały do powiatu rudeckiego w województwie lwowskim w gminie Komarno (II RP).
Przed wojną mieszkało tu 3,5 tysiąca osób.
We wrześniu 1939 do Tuligłów wkroczyły oddziały Armii Czerwonej. Cały ten obszar został włączony do Ukraińskiej Socjalistycznej Republiki Radzieckiej.
Po wybuchu wojny radziecko-niemieckiej, w lipcu 1941 wieś została zajęta przez wojska niemieckie po czym przyłączona do Generalnego Gubernatorstwa.
W latach 1943–1945 nacjonaliści ukraińscy z OUN–UPA zamordowali tutaj 48 Polaków.
W 1944 r. do Tuligłów ponownie wkroczyły oddziały Armii Czerwonej. W roku 1945 we wsi rozpoczęto masowe wysiedlenia Polaków.
Większość przesiedlanych osób, razem ze swoim proboszczem ks. Antonim Baszakiem (1889–1969), osiedlona została w Łozinie, Bierzycach i Nowej Wsi Lubińskiej (woj. dolnośląskie).
Od 1991 Tuligłowy znajdują się na terenie niepodległego państwa Ukraina.

## Zabytki
- Kościół św. Doroty obecnie cerkiew. Narodowy pomnik architektoniczny o nr rejestru: 422/0[4].
- Pałac Balów przebudowany pod koniec XIX w. przez Stanisława Bala według projektu Ferdinanda Fellnera i Hermanna Helmera, twórców Kasyna Szlacheckiego we Lwowie[5]. W dworze działa sanatorium przeciwgruźlicze.
- Kaplica grobowa rodziny Balów.

## Urodzeni
- Julian Fałat (ur. 1853) – polski malarz, jeden z najwybitniejszych polskich akwarelistów, przedstawiciel realizmu i impresjonistycznego pejzażu.